# Acacia leucosperma
Acacia leucosperma é uma espécie de leguminosa do gênero Acacia, pertencente à família Fabaceae.